# Observatoire Dunsink

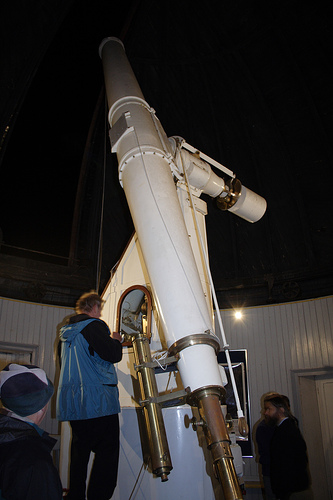
Vue de l'intérieur.

L'Observatoire Dunsink est un observatoire astronomique proche de Dublin en Irlande établi vers 1875. C'est le deuxième observatoire en Irlande. Il a été construit de 1783 à 1785 par le premier professeur Andrews de l'université de Dublin. Cet observatoire est le siège de l'Astronomer Royal for Ireland de 1793 à 1921, date de la disparition de ce titre.
Son plus fameux directeur est William Rowan Hamilton bien que sa désignation ait suscité une controverse, Hamilton n'étant pas un observateur. Il a, par la suite, perdu son intérêt pour l'astronomie et s'est tourné vers les mathématiques.
Vers la fin du XXe siècle l'agrandissement de la ville de Dublin a englobé l'observatoire compromettant la qualité des observations. Le télescope, vieillissant, est depuis utilisé uniquement pour des nuits ouvertes au public.

## Directeurs
- 1783-1790 : Henry Ussher
- 1792-1827 : John Brinkley
- 1827-1865 : William Rowan Hamilton
- 1865-1897 : Franz Brünnow
- 1874-1892 : Modèle:Lien:langue=en
- 1892-1897 : Arthur Rambaut (en)
- 1897-1906 : Charles Jasper Joly (en)
- 1906-1912 : Edmund Taylor Whittaker
- 1912-1921 : Henry Crozier Keating Plummer (en)
- 1921-1936 : Charles Martin
- 1936-1947 : vacant
- 1947-1957 : Hermann Brück (en)
- 1958-1963 : Mervyn A. Ellison (en)
- 1964-1992 : Patrick Wayman
- 1994-2007 : Evert Meurs
- 2007-2018 : Luke Drury
- 2018-présent : Peter T. Gallagher (en)